# パイパー・ニーヴェン
パイパー・ニーヴェン（Piper Niven、1991年5月6日 - ）は、イギリスの女子プロレスラー。スコットランド出身。女子プロレスラーとしては非常に体格に恵まれた選手であり、その体格を生かしたパワフルな攻撃が特長。WWE所属。
旧リングネームにバイパー（Viper）がある。本名はキンバリー・ベンソン（Kimberly Benson）。

## 来歴
2008年にSWA（スコティッシュ・レスリング・アライアンス）でプロレスラーとしてのキャリアをスタート。
2015年、ICW（Insane Championship Wrestling）世界王座を獲得。
2016年1月、スターダムに初参戦。以降、定期的にスターダム参戦のため来日。スターダムではQueens Questに加入し活動。
2017年、WWEメイ・ヤング・クラシックに参戦。1回戦はサンタナ・ギャレットに勝利、2回戦はセリーナ・ディーブに勝利、準々決勝でトニー・ストームに敗戦。
2019年にバイセクシュアルであることを告白した。

## 得意技

### フィニッシュホールド
みちのくドライバーII
通常のみちのくドライバーIIと相手を全女式ボディースラムの体勢から相手を真っ逆さまに抱え、ジャンプしながら自分の両足を前方へ開脚して尻餅を着くように着地する相手の後頭部から背面にかけてを叩き付けるように投げ落とす。2パターン使用する。
スネーク・バイト
相手を肩車で担ぎ上げてその状態から前方へと叩きつける。
バイパー・ボム
投げ捨て式高角度パワーボム

### 打撃技
エルボー
バックエルボー
バック・ハンド・チョップ
クローズライン
ヘッドバット

### 投げ技
スープレックス
スーパープレックス
ジャーマンスープレックス
抱え式バックドロップ
全女式ボディースラム
ロッホネス・スラム
正面から走り込んできた相手を右手で抱きかかえ、そのまま大きく旋回してから体重を浴びせて背中からマットに叩きつけるスピニング式変形サイドスラム。「ロッホネス」は「ネス湖」の事。

### 飛び技
ダイビングボディプレス
リバーススプラッシュ
ランニング・セントーン
ヒップドロップ
スタンディング・ボディー・プレス
スライディング・クロスボディーアタック
相手が長座状態の時に自ら助走し相手目掛けて放つスライディング・クロスボディーアタック
キャノンボール
コーナーにもたれ掛かっている相手に対し、助走をつけて前宙しながら自らの背中を相手に浴びせる。

## 獲得タイトル
- Alpha Omega Wrestling
  - AOW女子王座
- Insane Championship Wrestling
  - ICW女子タイトルトーナメント (2015)
  - スコティック女子王座
  - ICW女子王座
- Scottish Wrestling Entertainment
  - SWEフューチャー・ディビジョン王座
- Showcase Pro Wrestling
  - Caledonian Cup (2014)
- World Wide Wrestling League
  - W3L女子王座
- スターダム
  - アーティスト・オブ・スターダム王座 （第16代）w/ HZK・紫雷イオ
  - SWA世界王座（第3代）
- プロレスリングEVE
  - EVE王座（第14代）
  - EVEインターナショナル王座（初代）